# Чабрадски Врбовок
Чабрадски Врбовок (слч. Čabradský Vrbovok) насељено је мјесто са административним статусом сеоске општине (слч. obec) у округу Крупина, у Банскобистричком крају, Словачка Република.

## Становништво
| Година:    | 1994. | 2004.   | 2014.   | 2024.   |
| ---------- | ----- | ------- | ------- | ------- |
| Број људи: | 289   | 273     | 254     | 230     |
| Разлика:   |       | -5,53 % | -6,95 % | -9,44 % |

| Година:    | 2023. | 2024.   |
| ---------- | ----- | ------- |
| Број људи: | 239   | 230     |
| Разлика:   |       | -3,76 % |

Према подацима о броју становника из 2024. године насеље је имало 230 становника.